# إديث فلانيغن
إديث فلانيغن (بالإنجليزية: Edith M. Flanigen)‏ (و. 1929 – م) هي كيميائية من الولايات المتحدة الأمريكية . ولدت في بوفالو (نيويورك) . وهي عضوة في الأكاديمية الأمريكية للفنون والعلوم، والأكاديمية الوطنية للهندسة .

## التعليم
تعلمت في جامعة سيراكيوز

## جوائز
حصلت على جوائز منها:
- ميدالية بيركن [الإنجليزية]‏ (1992)
- جائزة لملسون ومعهد ماساتشوستس للتكنولوجيا [الإنجليزية]‏
- ميدالية غارفان أولين [الإنجليزية]‏.